# نبرد سالامیس
نبرد سالامیس سومین نبرد از دومین دورهٔ جنگ‌های ایران و یونان بود. دوره دوم جنگ‌ها شامل هفت نبرد از سال ۴۸۰ تا ۴٧٩ پیش از میلاد، بین خشایارشا و دولت‌شهرهای یونانی رخ داد.
در سال ۴۸۰ پیش از میلاد (دوره خشایارشا) ارتش هخامنشی به یونان یورش برد و در شهر آتن رژه رفت اما ناوگان دریای هخامنشی در نبرد سالامیس شکست خورد و نهایتاً تاخت و تازهای ایران در این سال پایان پذیرفت.

## جهت حمله به یونان
حمله خشایارشا به یونان را عده‌ای از جهت همان رویدادهایی که هردوت گفته می‌دانند (که در زیر بیاید) عده‌ای هم به این عقیده‌اند که مملکتی که در مسیر قشون کشی و تصرف سرزمین‌ها درآمده به این راحتی‌ها از این مسیر خارج نمی‌شود و خشایارشا هم خواسته به وسعت کشور اضافه کند.
هردوت نقل کرده است:
خشایارشا در صدد استفاده از اختلافات داخلی یونانیان نبود و نمی‌خواست به این کشور حمله کند. اما اطرافیان وی از جمله مردونیه داماد داریوش بزرگ شکست نبرد ماراتون را مایه سرشکستگی ایران می‌دانست و خشایارشا را به انتقام فرامی‌خواند. یونانیان مقیم دربار ایران نیز که از حکومت این کشور ناراضی بودند، از خشایارشا درخواست می‌کردند که به یونان یورش برد. در آنزمان در یونان حکومت‌های مستقلی با عنوان دولت‌شهر بر هریک از سرزمین‌های این کشور حکمرانی می‌کرد.

## تصمیم حمله به یونان
سرانجام خشایارشا به قصد حمله به یونان به کاپادوکیه واقع در آسیای صغیر رفت و این شهر را مرکز ستاد فرماندهی خود قرار داد. وی سه سال تمام به تجهیز سپاه مشغول شد و در نهایت سپاه بزرگی که بنا به گفته هرودوت در آن، ۴۶ گونه نژاد و قوم مختلف حضور داشتند، بسیج کرد و در بهار ۴۸۰ قبل از میلاد به سوی یونان حرکت کرد. عرب‌ها، هندی‌ها، پارس‌ها، مادها، سکاها، فنیقی‌ها، مصری‌ها و حتی ساکنان جزایر خلیج فارس نیز در این لشکرکشی حضور داشتند. البته لازم به تذکر است که مورخان یونانی در مورد تعداد افراد قشون ایران در این لشکرکشی راه مبالغه نموده‌اند و گاه تا پنج میلیون نفر نیز ذکر کرده‌اند اما بنا بر گفتهٔ مورخان جدید تعداد لشکر خشایار بین هشتاد تا سیصد هزار نفر بوده‌است که البته همهٔ آن‌ها سرباز نبوده و بسیاری آشپز و ملوان و … در این ارتش خدمت می‌کردند.

## نبرد بزرگ ترموپیل و تصرف آتن
نبرد ترموپیل یکی از نبردهای ایران و یونان است که در سال ۴۸۰ پیش از میلاد در تنگهٔ ترموپیل، بین سپاهیان لئونیداس، پادشاه اسپارت و سپاهیان خشایارشا هخامنشی درگرفت. لئونیداس به همراه سپاهش خود را به کشتن دادند تا عقب‌نشینی قوم را تأمین کنند. پس از تسخیر ترموپیل توسط ایران آتن در معرض تهدید قطعی واقع شد و آتنی‌ها ناچار شدند با زنان و اطفال خویش به جانب جزیرهٔ سالامیس در جنوب آتن راه بیفتند. طولی نکشید که آتن بوسیلهٔ سپاه خشایارشا تسخیر شد و ارگ آن هم به تلافی ماجرای به آتش کشیدن سارد توسط یونانی‌ها، در زمان داریوش بزرگ طعمه حریق شد. (البته در این مورد نیز گمانه‌زنی‌ها یک‌سویه و از جانب یونانیان بوده و مورد تأیید همگان نیست)

## نبرد دریایی سالامیس

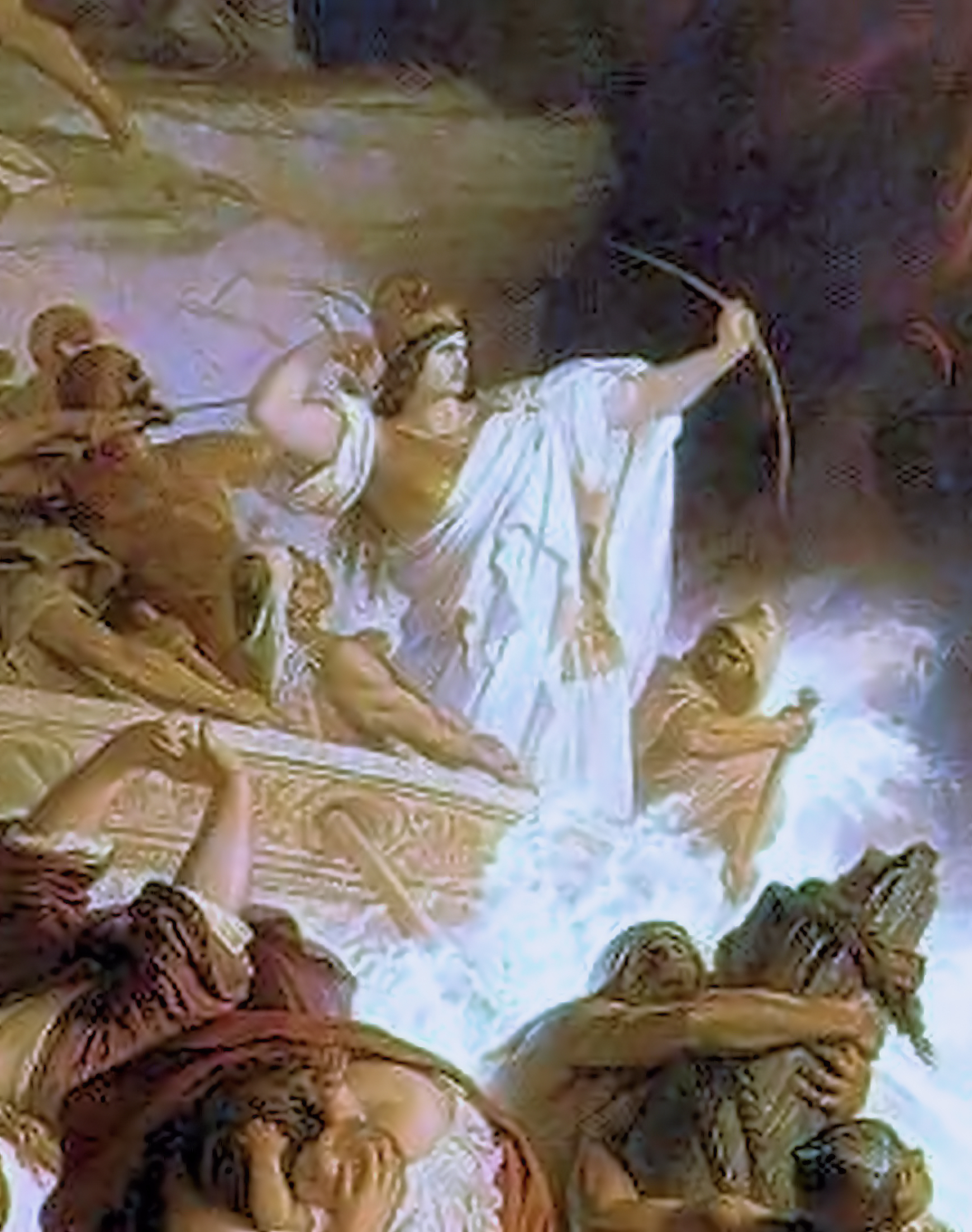
نقاشی نبرد دریایی سالامیس

مدارک این نبرد متأسفانه یکطرفه‌است زیرا هر چه ما در بارهٔ این نبرد می‌دانیم مطالبی است که هرودوت تاریخ‌نویس یونانی ذکر کرده‌است و در مدارک شرقی کلمه‌ای وجود ندارد. پس از نبرد ترموپیل و تسخیر آتن توسط خشایارشا در واقع جنگ ایران و یونان خاتمه یافته بود و نبرد دیگری در حقیقت هیچ ضرورتی نداشت چرا که نیروی دریایی ایران در آن هنگام بر دریاها مسلط بود.
پس از شنیدن خبر تسخیر آتن توسط خشایارشا، یونانیان اقدام به مشورت نمودند یکی از بزرگان آتن به نام تمیستوکلس معتقد بود که در جزیره سالامیس به دفاع بپردازند اما سایر یونانیان می‌گفتند این کاری بیهوده است که برای دفاع گوشه‌ای از کشوری جانبازی کنند که قلبش آتن هم‌اکنون در دست دشمن است و جهازات باید در دریا برای دفاع از پلوپونز بکوشند. تمیستوکلس که دید نمی‌تواند نظر خود را به دیگران بقبولاند، نامه‌ای به شاه ایران نوشت و خود را از طرفداران ایران نشان داده گفت که چون یونانیان قصد فرار دارند، وقت آن است که سپاه پارس آنان را یکسره نابود کند. خشایارشا پیغام را راست انگاشته، ناوگان مصری تحت فرماندهی ایران جزیره پنسیلوانیا را تسخیر کرد. یونانیان در جزیره سالامیس گیر افتادند و لذا گفتند «یا باید در همین‌جا مقاومت کنیم یا نابود شویم» و این همان چیزی بود که تمیستوکلس می‌خواست.
آرتمیس، ساتراپ زن کاریا، به گفتهٔ هرودوت تنها کسی بود که قبل از نبرد با شرکت ایران، در این نبرد مخالفت کرد. قبل از شروع نبرد دریایی سالامیس، خشایارشا از همهٔ امیران محلی و فرماندهان دریایی نظرشان را راجع به نبرد دریایی خواسته بود. پاسخ‌ها تماماً در تأیید نبرد دریایی با نیروی بحریه یونان بود، مگر نظر آرتمیس، او گفت «من که در تمامی نبردهای شاه به لحاظ شجاعت و فداکاری از احدی کمتر نبوده‌ام، عرضم این است که نیروهای خود را بی‌جهت تلف نکنید و از رزم دریایی احتراز جوئید زیرا یونانیان در کار دریا برتری دارند. چه الزامی در این کار است؟» اما فرمان شاه بر آن شد که رأی اکثریت به کار بسته شود و خود شاه شخصاً ناظر جریان نبرد باشد.
با شروع نبرد آرتمیس نیز علی‌رغم مخالفت اولیه، فرماندهی پنج کشتی جنگی را برعهده گرفته و در نبرد شرکت کرد.
نیروی دریایی ایران برخلاف کشتی‌های یونانی که آرایش صف را اختیار کرده بودند به دلیل تنگی جا به‌طور ستونی اقدام به حمله کرد و ناگهان زیر آتش نیروهای دشمن قرار گرفت. نبرد تا شب ادامه داشت و در این نبرد بیش از نیمی از کشتی‌های ایران و دو سوم کشتی‌های یونان نابود شدند و لذا سپاه ایران اقدام به عقب‌نشینی کرد. یونانیان که ابتدا متوجه پیروزی خود نشده بودند در صبح روز بعد با شگفتی دیدند که از کشتی‌های ایرانی خبری نیست! تمیستوکلس بعد از این پیروزی گفت «حسادت خدایان نخواسته که یک شاه واحد بر آسیا و اروپا حکمرانی کند.»
در این زمان خشایارشا نگران این موضوع شد که یونانی‌ها پلی که از آسیا به اروپا ساخته بود (هلسپونت) را نابود کنند و لذا اقدام به مشاوره با سرداران خود کرد. نظر مردونیه این بود که خود وی با تعدادی سپاهی برای تسخیر کامل یونان در این سرزمین باقی بمانند و خشایارشا با سربازانش به آسیا برگشت.
نظر به این موضوع که چرا یونانی‌ها پل را نابود نکردند باید گفت که در آغاز چنین تصمیمی داشتند ولی آریستید گفت که اگر ما پل را نابود کنیم خشایارشا با تمام قوا حمله می‌کند و اینقدر پافشاری می‌کند که احتمال زیاد فتح نصیبش می‌شود.
پس به این دلیل پل نابود نشد و اکثر سپاه ایران به آسیا بازگشت و مابقی در اروپا تحت فرمان مردونیه ماند تا جدال پلاته